# Carlos Rafael Rodríguez

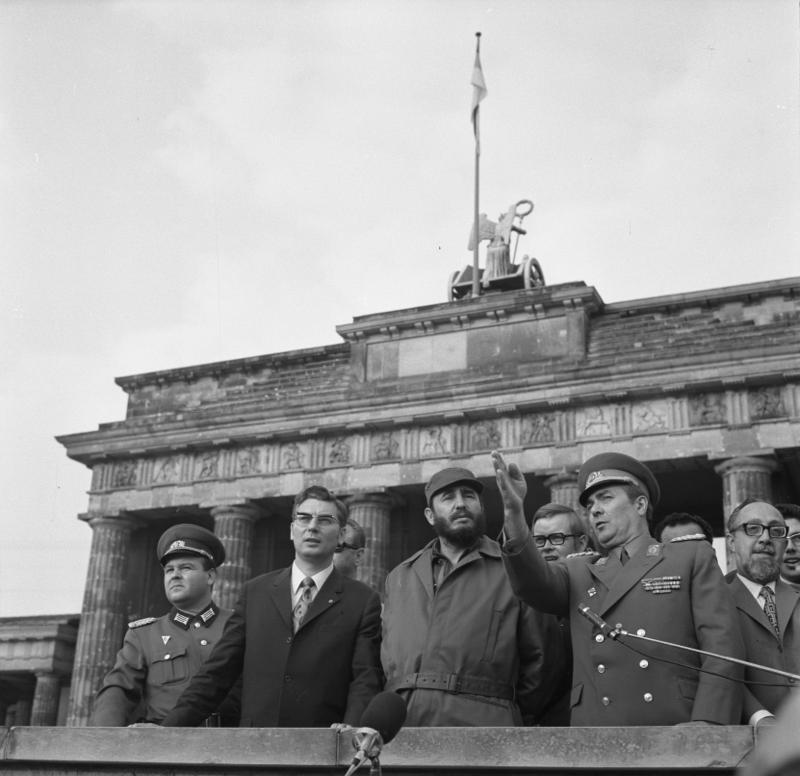
Rafael Rodríguez in 1972 in Berlijn

Carlos Rafael Rodríguez Rodríguez (Cienfuegos, 23 mei 1913 – Havana, 8 december 1997) was een Cubaans politicus.
Rafael Rodríguez volgde basis- en middelbaar onderwijs in zijn geboortestad. Rodríguez sloot zich aan bij het Studentendirectorium en werd spoedig tot leider daarvan gekozen. Daarnaast was hij hoofdredacteur van het blad van het Studentendirectorium, Juventud ("Jeugd") en studeerde hij rechten aan de Universiteit van Havana. In Juventud ageerde hij sterk tegen de dictatuur van president Gerardo Machado. Na de val van Machado in 1933 werd hij tot burgemeester van Cienfuegos gekozen.
In de jaren '30 onderscheidde hij zich als schrijver en was hij oprichter van de literaire club Ariel. In 1934 richtte hij de krant Segur op, het orgaan van Ariel. In 1935 raakte hij betrokken bij de partijkrant van de communistische Volkssocialistische Partij, Resumen. Deze krant werd nog in hetzelfde jaar verboden. Hij sloot zich uiteindelijk aan bij de Volkssocialistische Partij.
Samen met linkse schrijvers richtte hij in 1936 het journaal Mediodía ("Middag") op. In 1942 werd hij hoofdredacteur van het marxistische tijdschrift Dialéctica ("Dialectiek"). 
Rodríguez, sedert 1939 lid van het Nationaal Comité van de Volkssocialistische Partij, was scherp gekant tegen de Batista-dictatuur (1952-1959). In 1959, na de victorie van de revolutionairen van Castro, werd hij tot directeur van de krant Noticias de Hoy ("dagelijks Nieuws") benoemd (tot 1962). Van 1961 tot 1962 was hij hoogleraar aan de Economische School van de Universiteit van Havana.
In 1962 werd hij tot voorzitter van het Instituut voor Agrarische Hervorming (INRA) gekozen. De INRA voerde de radicale landhervorming uit. Van 1962 tot 1965 was hij lid van het Nationaal Directorium van respectievelijk de Geïntegreerde Revolutionaire Organisatie (ORI) en de Verenigde Partij van de Cubaanse Socialistische Revolutie (PURSC). Na de vervanging van de PURSC door de Communistische Partij van Cuba (PCC) in oktober 1965, werd hij in het Centraal Comité en het Secretariaat van de partij gekozen (1965-1975). Van 1975 tot zijn dood in 1997 was hij lid van het Politbureau van de PCC.
Rafael Rodríguez bekleedde ook de post van voorzitter van de Nationale Commissie voor Economische Wetenschappen en Techniek en de post van vicepremier van Cuba (1972-1976).